# 1824년 프랑스 총선
1824년 프랑스 총선은 루이 18세가 죽고 샤를 10세가 즉위하면서 새 의회를 소집하기 위해 치러진 선거로, 납세자만이 선거권을 가진 제한선거였다.

## 선거 결과
| 정당     | 의석수 |
| -------- | ------ |
| 왕당파   | 411석  |
| 자유주의 | 17석   |